# La tamburina (miniserie televisiva)
La tamburina (The Little Drummer Girl) è una serie tv del romanzo omonimo dello scrittore John le Carré. 
La miniserie si sviluppa in 6 episodi ed è una co-produzione tra la rete britannica BBC e la rete statunitense AMC con la regia del coreano Park Chan Wook.
Ambientato alla fine degli Anni '70, racconta la storia di giovane attrice di teatro Charmian "Charlie" Ross (Florence Pugh), che viene avvicinata da un misterioso personaggio Gadi "Joseph" Becker (Alexander Skarsgård), che la coinvolge in una complessa operazione spionistica israeliana per catturare un pericoloso terrorista palestinese Khalil Al-Khadar (Charif Ghattas).
Il piccolo gruppo del Mossad è guidato da Martin Kurtz (Michael Shannon) e vede tra gli altri la partecipazione di Katharina Schüttler (la terrorista Helga Stern), Simona Brown (l'agente Rachel), Amir Khoury (il terrorista Michel fratello di Khalil), Michael Moshonov (l'agente Shimon Litvak), Fatmeh Al-Khadar (sorella di Khalil) e la partecipazione di Charles Dance (Commander Picton).